# Elizabeth Stanley, Condessa de Derby

Elizabeth Stanley (nascida de Vere ), Condessa de Derby, Lorde de Man (2 de julho de 1575 - 10 de março de 1627), foi uma nobre e cortesã inglesa. Ela era a filha mais velha do cortesão e poeta elizabetano Edward de Vere, 17.º Conde de Oxford.
Ela foi Lorde de Man de 1612 a 1627 e, antes de receber o título, assumiu muitas funções administrativas pertinentes aos assuntos da Ilha de Man. Elizabeth foi a primeira mulher a governar como chefe de estado da ilha.
Ela serviu como dama de honra da Rainha Elizabeth I da Inglaterra antes de seu casamento com William Stanley, 6.º Conde de Derby. Seu casamento ou (mais provavelmente) o de Elizabeth Carey com Thomas, filho de Lord Berkeley, foi a ocasião para a primeira apresentação de Sonho de uma noite de verão, de William Shakespeare.

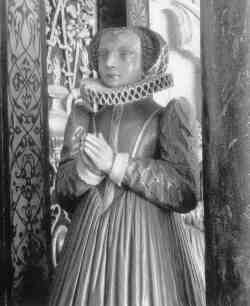
Figura esculpida de Elizabeth de Vere no monumento de túmulo duplo para sua avó Mildred Cooke, Baronesa Burghley e para sua mãe Anne de Vere (nascida Cecil), Condessa de Oxford na Abadia de Westminster.

Elizabeth de Vere teve cinco filhos;
- Lady Anne Stanley (c.1600 – fevereiro de 1657), casou-se primeiramente com Sir Henry Portman; em segundo lugar com Robert Kerr, 1.º Conde de Ancram, de quem teve descendência.[2]
- James Stanley, 7.º Conde de Derby (31 de janeiro de 1607 – 15 de outubro de 1651), casou-se com Charlotte de la Tremoille, de quem teve descendência.[2]
- Sir Robert Stanley (falecido em 1632), casou-se com Elizabeth Gorges, de quem teve descendência. Sua linhagem acabou se extinguindo.[2]
- Elizabeth Stanley (morreu jovem)
- Elizabeth Stanley (morreu jovem)